# 480 km Suzuke 1990
480 km Suzuke 1990 je bila prva dirka Svetovnega prvenstva športnih dirkalnikov v sezoni 1990. Odvijala se je 8. aprila 1990.

## Rezultati
| Poz     | Razred | Št | Moštvo                                                          | Dirkači                                   | Šasija                                    | Gume | Krogi |
| Poz     | Razred | Št | Moštvo                                                          | Dirkači                                   | Motor                                     | Gume | Krogi |
| ------- | ------ | -- | --------------------------------------------------------------- | ----------------------------------------- | ----------------------------------------- | ---- | ----- |
| 1       | C      | 1  | Team Sauber Mercedes                                            | Mauro Baldi Jean-Louis Schlesser          | Mercedes-Benz C9                          | G    | 82    |
| 1       | C      | 1  | Team Sauber Mercedes                                            | Mauro Baldi Jean-Louis Schlesser          | Mercedes-Benz M119 5.0L Turbo V8          | G    | 82    |
| 2       | C      | 2  | Team Sauber Mercedes                                            | Jochen Mass Karl Wendlinger               | Mercedes-Benz C9                          | G    | 82    |
| 2       | C      | 2  | Team Sauber Mercedes                                            | Jochen Mass Karl Wendlinger               | Mercedes-Benz M119 5.0L Turbo V8          | G    | 82    |
| 3       | C      | 24 | Nissan Motorsports International                                | Masahiro Hasemi Anders Olofsson           | Nissan R89C                               | D    | 82    |
| 3       | C      | 24 | Nissan Motorsports International                                | Masahiro Hasemi Anders Olofsson           | Nissan VRH35Z 3.5L Turbo V8               | D    | 82    |
| 4       | C      | 36 | Toyota Team Tom's                                               | Hitoshi Ogawa Geoff Lees                  | Toyota 90C-V                              | B    | 81    |
| 4       | C      | 36 | Toyota Team Tom's                                               | Hitoshi Ogawa Geoff Lees                  | Toyota R36V 3.6L Turbo V8                 | B    | 81    |
| 5       | C      | 11 | Porsche Kremer Racing Advan Alpha Nova                          | Kunimitsu Takahashi Kazou Mogi            | Porsche 962C                              | Y    | 80    |
| 5       | C      | 11 | Porsche Kremer Racing Advan Alpha Nova                          | Kunimitsu Takahashi Kazou Mogi            | Porsche Type-935 3.0L Turbo Flat-6        | Y    | 80    |
| 6       | C      | 15 | Brun Motorsport                                                 | Harald Huysman Oscar Larrauri             | Porsche 962C                              | Y    | 80    |
| 6       | C      | 15 | Brun Motorsport                                                 | Harald Huysman Oscar Larrauri             | Porsche Type-935 3.0L Turbo Flat-6        | Y    | 80    |
| 7       | C      | 17 | Brun Motorsport Trust Racing Team                               | Steven Andskär George Fouché              | Porsche 962C GTi                          | Y    | 80    |
| 7       | C      | 17 | Brun Motorsport Trust Racing Team                               | Steven Andskär George Fouché              | Porsche Type-935 3.0L Turbo Flat-6        | Y    | 80    |
| 8       | C      | 34 | Equipe Almeras Fréres The Alpha Racing                          | Derek Bell Tiff Needell                   | Porsche 962C                              | G    | 80    |
| 8       | C      | 34 | Equipe Almeras Fréres The Alpha Racing                          | Derek Bell Tiff Needell                   | Porsche Type-935 2.8L Turbo Flat-6        | G    | 80    |
| 9       | C      | 19 | Team Davey Omron Racing Team                                    | Eje Elgh Vern Schuppan                    | Porsche 962C                              | D    | 79    |
| 9       | C      | 19 | Team Davey Omron Racing Team                                    | Eje Elgh Vern Schuppan                    | Porsche Type-935 3.0L Turbo Flat-6        | D    | 79    |
| 10      | C      | 39 | Swiss Team Salamin From-A Racing                                | Volker Weidler Akihiko Nakaya             | Porsche 962C                              | G    | 79    |
| 10      | C      | 39 | Swiss Team Salamin From-A Racing                                | Volker Weidler Akihiko Nakaya             | Porsche 3.0L Turbo Flat-6                 | G    | 79    |
| 11      | C      | 8  | Joest Porsche Racing                                            | Henri Pescarolo Jonathan Palmer           | Porsche 962C                              | M    | 79    |
| 11      | C      | 8  | Joest Porsche Racing                                            | Henri Pescarolo Jonathan Palmer           | Porsche Type-935 3.2L Turbo Flat-6        | M    | 79    |
| 12      | C      | 13 | Courage Compétition                                             | Pascal Fabre Lionel Robert                | Cougar C24S                               | G    | 78    |
| 12      | C      | 13 | Courage Compétition                                             | Pascal Fabre Lionel Robert                | Porsche Type-935 3.0L Turbo Flat-6        | G    | 78    |
| 13      | C      | 10 | Porsche Kremer Racing                                           | Bernd Schneider Hideki Okada              | Porsche 962CK6                            | Y    | 77    |
| 13      | C      | 10 | Porsche Kremer Racing                                           | Bernd Schneider Hideki Okada              | Porsche Type-935 3.0L Turbo Flat-6        | Y    | 77    |
| 14      | C      | 12 | Courage Compétition Alpha Racing                                | Will Hoy Kenji Takahashi                  | Porsche 962C                              | Y    | 77    |
| 14      | C      | 12 | Courage Compétition Alpha Racing                                | Will Hoy Kenji Takahashi                  | Porsche Type-935 3.0L Turbo Flat-6        | Y    | 77    |
| 15      | C      | 14 | Richard Lloyd Racing                                            | Manuel Reuter Luis Perez-Sala             | Porsche 962C GTi                          | G    | 77    |
| 15      | C      | 14 | Richard Lloyd Racing                                            | Manuel Reuter Luis Perez-Sala             | Porsche Type-935 3.0L Turbo Flat-6        | G    | 77    |
| 16      | C      | 9  | Joest Porsche Racing                                            | Stanley Dickens "John Winter"             | Porsche 962C                              | M    | 76    |
| 16      | C      | 9  | Joest Porsche Racing                                            | Stanley Dickens "John Winter"             | Porsche Type-935 3.0L Turbo Flat-6        | M    | 76    |
| 17      | C      | 20 | Team Davey                                                      | Tim Lee-Davey Alfonso Toledano            | Porsche 962C                              | D    | 76    |
| 17      | C      | 20 | Team Davey                                                      | Tim Lee-Davey Alfonso Toledano            | Porsche Type-935 2.8L Turbo Flat-6        | D    | 76    |
| 18      | C      | 21 | Spice Engineering                                               | Eliseo Salazar Bernard Jourdain           | Spice SE90C                               | G    | 75    |
| 18      | C      | 21 | Spice Engineering                                               | Eliseo Salazar Bernard Jourdain           | Ford Cosworth DFR 3.5L V8                 | G    | 75    |
| 19      | C      | 32 | Konrad Motorsport                                               | Franz Konrad Jean-Louis Ricci             | Porsche 962C                              | G    | 75    |
| 19      | C      | 32 | Konrad Motorsport                                               | Franz Konrad Jean-Louis Ricci             | Porsche Type-935 3.0L Turbo Flat-6        | G    | 75    |
| 20      | C      | 37 | Toyota Team Tom's                                               | Johnny Dumfries Aguri Suzuki              | Toyota 90C-V                              | B    | 73    |
| 20      | C      | 37 | Toyota Team Tom's                                               | Johnny Dumfries Aguri Suzuki              | Toyota R36V 3.6L Turbo V8                 | B    | 73    |
| 21 NC   | C      | 30 | GP Motorsport                                                   | David Hobbs Philippe de Henning           | Spice SE90C                               | G    | 60    |
| 21 NC   | C      | 30 | GP Motorsport                                                   | David Hobbs Philippe de Henning           | Ford Cosworth DFR 3.5L V8                 | G    | 60    |
| 22 DSQ† | C      | 27 | Obermaier Primagaz                                              | Jürgen Lässig Otto Altenbach              | Porsche 962C                              | G    | 78    |
| 22 DSQ† | C      | 27 | Obermaier Primagaz                                              | Jürgen Lässig Otto Altenbach              | Porsche Type-935 3.0L Turbo Flat-6        | G    | 78    |
| 23 DNF  | C      | 38 | Toyota Team Tom's Team SARD                                     | Roland Ratzenberger Pierre-Henri Raphanel | Toyota 90C-V                              | B    | 79    |
| 23 DNF  | C      | 38 | Toyota Team Tom's Team SARD                                     | Roland Ratzenberger Pierre-Henri Raphanel | Toyota R36V 3.6L Turbo V8                 | B    | 79    |
| 24 DNF  | C      | 3  | Silk Cut Jaguar                                                 | Martin Brundle Alain Ferté                | Jaguar XJR-11                             | G    | 77    |
| 24 DNF  | C      | 3  | Silk Cut Jaguar                                                 | Martin Brundle Alain Ferté                | Jaguar JV6 3.5L Turbo V6                  | G    | 77    |
| 25 DNF  | C      | 16 | Brun Motorsport                                                 | Jésus Pareja Walter Brun                  | Porsche 962C                              | Y    | 74    |
| 25 DNF  | C      | 16 | Brun Motorsport                                                 | Jésus Pareja Walter Brun                  | Porsche Type-935 3.0L Turbo Flat-6        | Y    | 74    |
| 26 DNF  | C      | 23 | Nissan Motorsports International                                | Andrew Gilbert-Scott Kazuyoshi Hoshino    | Nissan R90CP                              | D    | 65    |
| 26 DNF  | C      | 23 | Nissan Motorsports International                                | Andrew Gilbert-Scott Kazuyoshi Hoshino    | Nissan VRH35Z 3.5L Turbo V8               | D    | 65    |
| 27 DNF  | C      | 25 | Nissan Motorsports International Cabin Racing Team Team Le Mans | Kenny Acheson Takao Wada                  | Nissan R89C                               | D    | 45    |
| 27 DNF  | C      | 25 | Nissan Motorsports International Cabin Racing Team Team Le Mans | Kenny Acheson Takao Wada                  | Nissan VRH35Z 3.5L Turbo V8               | D    | 45    |
| 28 DNF  | C      | 4  | Silk Cut Jaguar                                                 | Jan Lammers Andy Wallace                  | Jaguar XJR-11                             | G    | 44    |
| 28 DNF  | C      | 4  | Silk Cut Jaguar                                                 | Jan Lammers Andy Wallace                  | Jaguar JV6 3.5L Turbo V6                  | G    | 44    |
| 29 DNF  | C      | 26 | Obermaier Primagaz                                              | Harald Grohs Jürgen Oppermann             | Porsche 962C                              | G    | 39    |
| 29 DNF  | C      | 26 | Obermaier Primagaz                                              | Harald Grohs Jürgen Oppermann             | Porsche Type-935 3.0L Turbo Flat-6        | G    | 39    |
| 30 DNF  | C      | 35 | Louis Descartes                                                 | François Migault Louis Descartes          | ALD C190                                  | D    | 36    |
| 30 DNF  | C      | 35 | Louis Descartes                                                 | François Migault Louis Descartes          | Ford Cosworth DFZ 3.5L V8                 | D    | 36    |
| 31 DNF  | C      | 22 | Spice Engineering                                               | Tim Harvey Bruno Giacomelli               | Spice SE90C                               | G    | 28    |
| 31 DNF  | C      | 22 | Spice Engineering                                               | Tim Harvey Bruno Giacomelli               | Ford Cosworth DFR 3.5L V8                 | G    | 28    |
| 32 DNF  | C      | 7  | Joest Porsche Racing                                            | Bob Wollek Frank Jelinski                 | Porsche 962C                              | M    | 23    |
| 32 DNF  | C      | 7  | Joest Porsche Racing                                            | Bob Wollek Frank Jelinski                 | Porsche Type-935 3.2L Turbo Flat-6        | M    | 23    |
| 33 DNF  | C      | 40 | The Berkeley Team London                                        | Ranieri Randaccio "Stingbrace"            | Spice SE90C                               | G    | 14    |
| 33 DNF  | C      | 40 | The Berkeley Team London                                        | Ranieri Randaccio "Stingbrace"            | Ford Cosworth DFZ 3.5L V8                 | G    | 14    |
| 34 DNF  | C      | 29 | Chamberlain Engineering British Barn Racing Team                | Tsunehisa Asai Jiro Yoneyama              | British Barn BB90                         | ?    | 13    |
| 34 DNF  | C      | 29 | Chamberlain Engineering British Barn Racing Team                | Tsunehisa Asai Jiro Yoneyama              | Ford Cosworth DFZ 3.5L V8                 | ?    | 13    |
| DNQ     | C      | 28 | Chamberlain Engineering                                         | Cor Euser Fermín Vélez                    | Spice SE89C                               | G    | -     |
| DNQ     | C      | 28 | Chamberlain Engineering                                         | Cor Euser Fermín Vélez                    | Ford Cosworth DFZ 3.5L V8                 | G    | -     |
| DNQ     | C      | 41 | Alba Formula Team                                               | Marco Brand Gianfranco Brancatelli        | Alba AR20                                 | G    | -     |
| DNQ     | C      | 41 | Alba Formula Team                                               | Marco Brand Gianfranco Brancatelli        | Subaru (Motori Moderni) 1235 3.5L Flat-12 | G    | -     |

- † - #27 Obermaier Primagaz je bil zaradi prelahkega dirkalnika diskvalificiran.

## Statistika
- Najboljši štartni položaj - #36 Toyota Team Tom's - 1:48.716
- Najhitrejši krog - #3 Silk Cut Jaguar - 1:53.732
- Povprečna hitrost - 176.031km/h